# Unman, Wittering and Zigo
Unman, Wittering and Zigo és una pel·lícula britànica de thriller del 1971 dirigida per John Mackenzie i protagonitzada per David Hemmings, Douglas Wilmer i Carolyn Seymour. El guió fou adaptat per Simon Raven del radioteatre de Giles Cooper Unman, Wittering and Zigo del 1958.
La pel·lícula fou parodiada a Little Britain i per Rowan Atkinson en un esquetx força conegut en un dels primers concerts de Secret Policeman's Ball per Amnistia Internacional.

## Argument
Un nou professor arriba a un col·legi i comença a sospitar que el seu predecessor va ser assassinat pels alumnes, tot i que les seves sospites estan descrites com a paranoia. Es proposa evitar tenir la mateixa sort.

## Repartiment
- David Hemmings - John Ebony
- Douglas Wilmer - Headmaster
- Carolyn Seymour - Nadia Ebony
- Hamilton Dyce - Mr. Winstanley
- Anthony Haygarth - Cary Farthingale
- Barbara Lott - Mrs. Winstanley
- Donald Gee - Stretton
- David Jackson - Clackworth
- Hubert Rees - Blisterine
- David Auker - Aggeridge
- Tom Morris - Ankerton
- Richard Gill - Borby
- Michael Kitchen - Bungabine
- Nicholas Hoye - Cloistermouth
- Tom Owen - Cuthbun
- Toby Simpson - Hogg
- James Wardroper - Lipstrob
- Clive Gray - Muffett
- Rodney Paulden - Munn Major
- Keith Janess - Orris
- Christopher Moran - Root
- Michael Cashman - Terhew
- Paul Aston - Trimble
- Michael Howe - Unman
- Colin Barrie - Wittering

## Producció
L'obra de ràdio fou adaptada a televisió per la BBCel 1965. Els drets cinematogràfics van ser comprats per Mediarts, una nova empresa establerta a Londres i Hollywood. Va ser la primera de les quatre imatges de la companyia, les altres foren el debut directorial de Frederick Raphael, un guió de Dory Previn i un guió d'Odie Hawkins. Paramount es va encarregar de distribuir-la.
El rodatge va començar l'agost del 1970. Fou rodada a Cornualla. Algunes escenes d'interiors foren filmades a Llandudno, Gal·les, però altres i escenes interiors es van rodar majoritàriament als edificis de la Reading Blue Coat School, Sonning, Berkshire, utilitzant alguns dels seus alumnes com a extres durant les vacances d'estiu.
David Hemmings va fer la pel·lícula sense dir-ho a Hemdale, la companyia que va fer tenia el contracte exclusiu dels seus serveis. Això va provocar una demanda.

## Recepció
Screenonline de BFI la va anomenar "un drama de suspens psicològic finament forjat."